# Izabela od Urgella
Izabela od Urgella (aragonski Isabel d'Urchel) (? – 1071.) bila je kraljica Aragonije u srednjem vijeku.
Gospa Izabela je bila kći grofa Ermengola III. i njegove supruge Adelajde od Besalúa, koja je bila kći grofa Vilima I. od Besalúa i njegove supruge Adelajde. Nije potpuno jasno je li gospa Adelajda bila prva ili druga supruga grofa Ermengola.
Izabela je spomenuta u oporuci svog brata, Ermengola IV. Ermengol IV. je najvjerojatnije bio sin Adelajde od Besalúa. 
Postoji i teorija da je Izabela zapravo bila kći Ermengola IV.
Oko 1065. god., Izabela se udala za kralja Sanča Ramíreza, vladara Aragonije, sina prvog aragonskog kralja Ramira I. Izabela je tako postala kraljica supruga Aragonije.
Sin Izabele i Sanča bio je kralj Petar I. Preko njega je kraljica Izabela imala dvoje unučadi.
Čini se da se Izabela rastala od Sanča oko 1070. Dokument njezina brata pokazuje da je on htio da Izabela bude njegova nasljednica ako on umre bez djece.
Premda još uvijek nije dokazano i ne postoje primarni izvori koji bi to doista potvrdili, uobičajeno se smatra da je Izabela nakon braka sa Sančom postala druga supruga grofa Vilima Rajmonda.
Izabela je umrla 1071.

## Pogledajte također
- Agneza Akvitanska, Izabelina snaha
- Ermesinda, Izabelina svekrva
- Sanča, Izabelina šogorica (za nju se vjeruje da se udala za Izabelina oca i tako joj bila maćeha)